# 682 Hagar
682 Hagar eller 1909 HA är en asteroid i huvudbältet, som upptäcktes 17 juni 1909 av den tyska astronomen August Kopff i Heidelberg. Den är uppkallad efter tjänsteflickan Hagar i bibeln.
Den tillhör asteroidgruppen Eunomia.